# Juliana Camargo
Juliana Camargo de Oliveira (Paranavaí, 21 de outubro de 1981) é uma jornalista, modelo, apresentadora e ativista brasileira.

## Biografia
Nascida em Paranavaí, no Paraná, Juliana mudou-se para São Paulo, onde começou a carreira como modelo, fazendo ensaios fotográficos para revistas e atuando em comerciais de TV. Estreou como jornalista sendo repórter no programa Atualíssima, da Rede Bandeirantes. Mesmo após o cancelamento do programa, Juliana continuou a ser repórter da Band, marcando presença nas programações especiais da emissora como Band Folia e Band Verão.
Após sair da Band, Juliana entrou para a televisão por assinatura, onde apresentou o programa de esportes radicais Fair Play, exibido pela HBO para a América Latina, e o programa de variedades Lar Express, no Bem Simples, que também foi exibido pela TV Cultura.
Em 2011, de volta à TV aberta, Juliana se tornou repórter do programa Ganhe mais Dinheiro com Jequiti, do SBT, ao lado da apresentadora Patrícia Salvador.
No ano de 2012, é contratada pela Rede Record para apresentar as provas do reality show A Fazenda de Verão, onde dividiu a apresentação com Rodrigo Faro. No ano seguinte, também apresenta as provas da sexta temporada do reality show A Fazenda.
Em novembro de 2013, comenta a transmissão ao vivo do concurso Miss Universo 2013, pelo canal por assinatura TNT. Em janeiro de 2014, passa a apresentar o programa Rota do Verão, exibido nos intervalos da programação da Rede Record, substituindo Natália Guimarães.
Além de repórter e apresentadora, Juliana é formada em Turismo, pós-Graduada em Gestão Ambiental e também é ativista pelos direitos dos animais, sendo a fundadora e presidente da ONG Ampara - Associação de Mulheres Protetoras dos Animais Rejeitados e Abandonados, que reúne nomes como Ellen Jabour, Luísa Mell, Fernanda Tavares, Thaila Ayala, Sheron Menezes e Cléo Pires em campanhas publicitárias com o objetivo de arrecadar fundos para os trabalhos da ONG.

## Carreira
- 2007-2008 - Atualíssima - Band
- 2009 - Band Folia - Band
- 2009 - Band Verão - Band
- 2010 - Fair Play - HBO
- 2011 - Ganhe mais Dinheiro com Jequiti - SBT
- 2011-2012 - Lar Express - Bem Simples
- 2012-2013 - Fazenda de Verão - RecordTV
- 2013 - A Fazenda 6 - RecordTV
- 2013 - Miss Universo 2013 - TNT
- 2014 - Rota do Verão - RecordTV